# Бєлєногов Юрій Сергійович
Ю́рій Сергі́йович Бєлєно́гов (нар. 10 червня 1923 — пом. 2 вересня 1943) — радянський військовик часів Другої світової війни, командир танка 119-го окремого танкового полку (10-а гвардійська армія, Західний фронт), молодший лейтенант. Герой Радянського Союзу (1944).

## Життєпис
Народився у селі Селище (нині — в межах міста Кострома, Росія) в родині робітника. Росіянин. Закінчив неповну середню школу та школу ФЗУ. Працював слюсарем-інструментальником на заводі «Робітничий металіст».
До лав РСЧА призваний 1942 року. Закінчив Пушкінське танкове училище, евакуйоване до м. Рибінська Ярославської області. На фронтах німецько-радянської війни з червня 1943 року.
Особливо командир танку молодший лейтенант Ю. С. Бєлєногов відзначився під час проведення Єльнинсько-Дорогобузької наступальної операції:
- 8 серпня 1943 року у бою за село Веселуха на своєму танкові він прорвався у глиб оборони опорного пункту супротивника, знищив 3 ДЗОТи, 2 мінометних батареї, 4 кулеметних розрахунки, 1 протитанкову гармату і понад взвод піхоти. Своїми діями сприяв взяттю с. Веселуха і височини 227.2.
- 16 серпня 1943 року під час бою за село Вава у танка Ю. С. Бєлєногова сталась несправність. Під щільним вогнем супротивника екіпаж усунув несправність, після чого, взявши на буксир сусідній підбитий танк, евакуював його з поля бою у безпечне місце для подальшого ремонту.
- 30 серпня 1943 року танк під командуванням Ю. С. Бєлєногова першим увірвався до міста Єльня. Перед цим, на підступах до міста, екіпажем танку було знищено 2 міномети, 2 кулемети, 4 вантажівки з вантежем і живою силою ворога.

2 вересня 1943 року під час бою за село Велика Нежода танк молодшого лейтенанта Ю. С. Бєлєногова був підпалений ворожою артилерією. Екіпаж, залишивши палаючу машину, зайняв кругову оборону і вів нерівний бій з переважаючим чисельно ворогом доки не скінчились набої. Залишившись один, молодший лейтенант Ю. С. Бєлєногов останньою гранатою підірвав себе і ворогів, що його оточили. Під час бою екіпажем було знищено 27 солдатів і офіцерів супротивника.
Був похований у селі Велика Нежода. Згодом перепохований у центральному сквері міста Єльня, на військовому кладовищі № 1 (плита 24).

## Нагороди
Указом Президії Верховної Ради СРСР від 3 червня 1944 року за зразкове виконання бойових завдань командування на фронті боротьби з німецькими загарбниками та виявлені при цьому відвагу і героїзм, молодшому лейтенантові Бєлєногову Юрію Сергійовичу присвоєне звання Героя Радянського Союзу (посмертно).
Нагороджений орденом Леніна (03.06.1944).

## Вшанування пам'яті
У місті Кострома, на будинку № 16/16 по Нижньо-Селищенській вулиці встановлено меморіальну дошку.